# Красногорка (Гірськомарійський район)
Красного́рка (рос. Красногорка, марій. Красногорка) — село у складі Гірськомарійського району Марій Ел, Росія. Входить до складу Червоноволзького сільського поселення.

## Населення
Населення — 116 осіб (2010; 169 у 2002).
Національний склад (станом на 2002 рік):
- росіяни — 92 %